# Monte Cristallo
Monte Cristallo (pronunciació en italià: /kriˈstallo/) és una muntanya de les Dolomites  italianes, al nord-est de Cortina d'Ampezzo, a la província de Belluno (Véneto, Itàlia septentrional). És una cresta llarga i dentada amb quatre cims superiors als 3.000 metres.
El pas de Cimabanche el delimita al nord i el separa del massís de la Croda Rossa d'Ampezzo; el Col Sant'Angelo a l'est el separa del grup Monte Piana; al sud, el Passo Tre Croci el separa del Grup del Sorapiss.

## Pics
Els pics més alts del massís de Cristallo són Monte Cristallo (3.221 m), Piz Popena (3.153 m), Cima di Mezzo (3.154 m) i Cristallino d'Ampezzo. '(3.008 m).
A Cima di Mezzo i Cristallino d'Ampezzo s'hi pot arribar a través d'una via ferrada, mentre que Monte Cristallo i Piz Popena necessiten habilitats per escalar-les.

### Primeres pujades
- Monte Cristallo (3.221 m): 1865 (Paul Grohmann | P. Grohmann], A. Dimai, S. Siorpaes)[1][2][3]
- Cima di Mezzo (3.154 m): 1881 (J. Stafford Anderson, S. Siorpaes, G. Ghedina)[1]
- Piz Popena (3.157 m): 1870 (R. Whitwell, S. Siorpaes, C. Lauener)[1]
- Cristallino d'Ampezzo (3.008 m): 1886 (M. Innerkofler, A. Angerer)[1]

## Geologia
Monte Cristallo està format en gran part de roca dolomítica del Triassic superior: la "Dolomia principale". La muntanya es va formar durant el Cretaci, així com la resta de les Dolomites, a causa de la col·lisió entre els continents africà i europeu.

### Accés
Un sistema d'elevació per cable s'inicia des de Rio Gere a Val Begontina, primer amb un ascensor fins al Rifugio Son Forca a l'extrem superior de Val Padeon, després amb el telecabina fins a Forcella Staunies (2919 m), prop de Rifugio G. Lorenzi (2.932 m), que va ser construït el 1956 pels Jocs Olímpics d'Hivern de Cortina d'Ampezzo. Tant el sistema d'elevació com el refugi es van tancar a l'estiu de 2016 a causa de "problemes tècnics i administratius".
La carretera Dolomita número 3 travessa la part oriental del massís.

### Via ferrata
Les vies del tipus via ferrada més importants són: la VF Ivano Dibona  i la VF Marino Bianchi;  ambdues comencen a la part superior del telefèric de Forcella Staunies. La VF Marino Bianchi es pot seguir fins al cim del "Cima di Mezzo". 
La VF Ivano Dibona segueix la cresta de Zurlon. És un recorregut històric utilitzat en la Primera Guerra Mundial i posteriorment restaurat i segur per als turistes.  Al principi hi ha el pont de ferrada en suspensió més llarg de les Dolomites, el Ponte Cristallo de 27 metres de llarg.
Es pot utilitzar la via ferrada 'VF Renato de Pol' per accedir des del costat occidental del massís de Monte Cristallo. 

### Esports d'hivern
Cristallo és una de les principals zones d'esquí dels voltants de Cortina d'Ampezzo.

### Cabanes (refugis) i restaurants
Algunes de les cabanes i restaurants disponibles són el "Rifugio Son Forca" a 2.235 m;  Capanna Guido Lorenzi  a 3.003 m (Auronzo di Cadore));  Ristorante Rio Gere  a 1.680 m;  Ristorante Lago Scin  a 1.336 m;  Ristorante Staulin  a 1.370 m;  Ristorante Son Zuogo  a 1.800 m.

## Història
Durant la Primera Guerra Mundial hi va haver una considerable activitat militar a la muntanya. Les línies d'inici entre les tropes italianes i austríaques van passar per les muntanyes. Avui es troben restes d'escales i casernes i s'han restaurat les línies de transport (ferrades).

## Cultura popular
El 1993 la pel·lícula Màxim risc va ser rodada al voltant del pont de la cresta de Zurlon, així com a alguns dels altres pics de la zona.